# Nézignan-l'Évêque
Nézignan-l'Évêque è un comune francese di 1 445 abitanti situato nel dipartimento dell'Hérault nella regione dell'Occitania.

## Società

### Evoluzione demografica
Abitanti censiti